# The Burning Maze
The Burning Maze (traduzido no Brasil como O Labirinto de Fogo e em Portugal como O Labirinto Ardente) é um romance de fantasia inspirado na mitologia greco-romana escrito por Rick Riordan. É o terceiro livro da série As Provações de Apolo, o segundo spin-off de Percy Jackson & the Olympians. Foi lançado nos Estados Unidos pela Disney Hyperion em 1 de maio de 2018 e no Brasil pela Intrínseca em 10 de maio do mesmo ano. Em Portugal, o livro foi lançado pela Editorial Planeta em fevereiro de 2019.
A história segue o deus grego Apolo, transformado em um adolescente humano chamado Lester Papadopoulos, em sua busca para libertar cinco oráculos da Grécia Antiga da Triunvirato S.A., um grupo de três imperadores romanos malignos, a fim de recuperar sua imortalidade. Juntamente com a semideusa Meg McCaffrey e o sátiro Grover Underwood, Apolo vai ao Labirinto em busca do Oráculo de Eritreia, o próximo a ser resgatado.
O romance foi publicado em edições de capa dura, audiobook, ebook e letras grandes, e a capa foi ilustrada por John Rocco. The Burning Maze recebeu críticas positivas dos avaliadores, que elogiaram a narração de Apolo e o humor do livro. Foi um best-seller na Amazon.

## Sinopse
O livro começa dois dias após o encerramento do romance anterior, The Dark Prophecy. Durante esse período, Apolo, Meg McCaffrey e Grover Underwood estiveram navegando pelo Labirinto. Eles escapam das estirges enviadas pelo terceiro imperador da Triunvirato S.A. e saem de lá. Enquanto isso, Apolo tem uma visão em sonho da sibila capturada, Herófila, chamando-o para resgatá-la. Após o despertar, eles viajam para Aeithales, uma estufa construída pelo pai de Meg que atualmente serve como base de Grover. Eles se encontram com os espíritos de uma árvore de josué, uma pêra espinhosa, aloe vera entre outros. Eles também se encontram com Mellie, que os guia para encontrar seu marido, Glesson Hedge, em uma loja do exército, onde eles batalham contra Névio Sutório Macro e escutam um cavalo sendo instruindo para destruir Aeithales. Apolo chega à conclusão de que o cavalo é Incitato e seu dono é o terceiro imperador, Calígula.
Eles retornam a Aeithales e transmitem as notícias aos espíritos. Grover diz a Apolo sobre uma parte do Labirinto que está queimando, causando secas e escassez de água no mundo superior. Hedge e Mellie revelam que Piper McLean e Jason Grace exploraram o Labirinto. Apolo decide se encontrar com eles. Meg planta as sementes com as quais seu pai planejou reencarnar as Melíades. Apolo, Meg e Grover se encontram com Piper e depois com Jason, que havia terminado seu namoro com a garota, em sua escola no dia seguinte. Jason confidencialmente diz a Apolo que Herófila lhe disse secretamente que se ele e Piper entrassem juntos no Labirinto, um deles morreria. Ele faz Apolo prometer continuar seu trabalho de construção dos templos para todos os deuses em ambos os Acampamentos, caso ele morra. Eles são capturados por pandai enquanto tentavam roubar as botas de Calígula para entrar no Labirinto em chamas. Apolo ameaça se matar até Calígula liberar seus amigos, pois este último quer a essência dele para se tornar o deus do sol. Apolo se apunhala com a flecha de Dodona, enquanto Jason solta um tornado para resgatá-los, luta contra Calígula e morre no processo.
Piper e Apolo levam o corpo de Jason para a casa dela. Grover, Apolo e Meg encontram a entrada para o Labirinto em chamas com a ajuda de Clave, um pandos jovem, amigável e amante da música. Vestindo as botas de Calígula, Apolo guia Meg e Grover no Labirinto, resolvendo uma série de quebra-cabeças para avançar, que juntos formam uma profecia. Apolo comete um erro, e ele cai em um buraco de fogo. Apolo convence a essência de Hélio, que faz com que o fogo recue em troca de matar Medeia. Eles encontram Herófila presa e continuam resolvendo a profecia. Eles se encontram com Medeia, que planeja combinar a essência de Apolo e Hélio para transformar Calígula no novo deus do sol. Um Apolo preso resiste aos cânticos de Medeia com a ajuda de Clave, a quem a feiticeira mata, e completa a profecia. Piper chega com as recém-reencarnadas Melíades e mata Medeia. Hélio se desintegra no Tártaro, acabando com o fogo. Leo Valdez chega; com o coração partido depois de ouvir o destino de Jason, ele transmite que o Acampamento Júpiter venceu a batalha com grandes baixas. Apolo se sente pessoalmente responsável pela morte de Jason e promete lembrar sua promessa.

## Personagens principais
- Apolo / Lester Papadopoulos: é o protagonista. Um dos deuses olímpicos, Apolo foi expulso do Olimpo e transformado em um humano chamado Lester por Zeus após a guerra contra Gaia em O Sangue do Olimpo. Como Lester, ele liberta a sibila Herófila e recebe a próxima profecia. Calígula quer que sua essência (junto com a de Hélio) para se tornar no deus do sol.

- Meg McCaffrey: é uma semideusa filha de Deméter de 12 anos.

- Grover Underwood: é um sátiro, o Senhor da Natureza.

- Piper McLean: é uma semideusa filha de Afrodite com um dom raro de charme.

- Jason Grace: é um semideus filho de Júpiter, o aspecto romano de Zeus.

- Calígula: é o principal antagonista. Ele é um legado de Apolo e um imperador romano, famoso por sua tirania e insanidade. Juntamente com Nero e Cômodo, Calígula influenciou muitos eventos da história através da Triunvirato S.A.

## Lançamento
The Burning Maze foi publicado pela primeira vez pela Disney Hyperion em capa dura nos Estados Unidos em 1 de maio de 2018. A ilustração da capa foi realizada por John Rocco. As versões em e-book e audiolivro foram lançados no mesmo dia. O audiolivro é narrado pelo ator Robbie Daymond e foi publicado pela Listening Library. A edição brasileira foi intitulada O Labirinto de Fogo e foi lançada pela editora Intrínseca em 10 de maio de 2018.
The Burning Maze teve uma primeira impressão de cerca de dois milhões de cópias. Vendeu mais de 52.000 cópias durante a primeira semana. Após o lançamento, o livro estreou em primeiro  lugar na lista de best-sellers de livros infantis do Publishers Weekly e em número três na lista geral (permanecendo nela por duas semanas). A edição em capa dura estreou em primeiro lugar na lista dos mais vendidos da seção de livros infanto-juvenis da Amazon, e o ebook ficou em primeiro na lista de e-books do Kindle. Na semana seguinte, o livro foi o sexto vendido entre romances de ficção na Amazon. Ele estreou em quinto na lista dos mais vendidos do USA Today. Na lista de best-sellers de ficção do The Wall Street Journal, o livro estreou em segundo lugar. Na primeira semana de lançamento, a série As Provações de Apolo ficou em segundo lugar na lista de best-sellers do The New York Times.
O livro é recomendado para crianças de 12 a 14 anos no site da Disney.

## Sequência
A sequência, The Tyrant's Tomb, deverá ser lançada no outono (primavera no Brasil) de 2019.